# Leonardo García Tsao
Leonardo García Tsao (Ciutat de Mèxic, 1954) és un crític de cinema mexicà. Va ser director de la Cineteca Nacional de Mèxic de 2006 a 2010. Tsao escriu crítica de cinema en La Jornada, on en 2015 tenia una columna setmanal, i va col·laborar en els periòdics amb aquesta mateixa labor en Unomásuno i El Nacional Va fundar la revista especialitzada Dicine i entre les seves col·laboracions estan les revistes Variety, Film Comment, Sight and sound, Cahiers du Cinéma, Cinema, Imatges, Cinema Premiere, Nexos i la Revista de la Universidad de México.
Entre les seves obres es troben llibres sobre Orson Welles, Francois Truffaut, Andrei Tarkovski, Felipe Cazals i Diana Bracho. Com a guionista va escriure Intimidad de 1989 i el curtmetratge Ponchada de 1991. Després de ser cap de programació de la Cineteca Nacional de 1977 a 1989 i va ser director de la mateixa de 2006 a 2010. Va ser director del Festival de Cinema de Guadalajara i programador dels de Cancún, Palm Springs International Film Festival i l'internacional de Bangkok. Va ser crític convidat en els festivals de Berlín, Cannes, Toronto i Sant Sebastià, al com va ser delegat per Mèxic de 1993 a 2007.
Va ser col·laborador de programes de cinema als canals 11, 13 i 22 de la televisió mexicana i les estacions Radio Red i Radio UNAM. Va ser professor a les universitats Iberoamericana, Anáhuac i al Centro de Capacitación Cinematográfica, on imparteix un Diplomat d'Apreciació Cinematogràfica des de 2007.

## Obres
- Orson Welles, 1987
- Franc̦ois Truffaut, 1987
- Andrei Tarkovski, 1988
- Como acercarse a... el cine, CONACULTA-Limusa Noriega Editores, 1989 ISBN 968-18-3272-8
- Sam Peckinpah, 1990
- Felipe Cazals habla de su cine, Universidad de Guadalajara, 1994 ISBN 968-895-452-7
- El ojo y la navaja: ensayos y críticas de cine, Aguilar, 1998, reed. Punto de Lectura, 2008. ISBN 978-970-812-054-8
- Gabriel Figueroa: centenario, CONACULTA, 2008
- Diana Bracho, Universidad de Guadalajara, 2011